# Свенссон, Карл (футболист)
Карл Све́нссон (швед. Karl Svensson; 21 марта 1984, Йёнчёпинг, Швеция) — шведский футболист, игравший на позиции защитника. Участник чемпионата мира 2006 года в составе сборной Швеции.

## Клубная карьера
Воспитанник школы «Эгнахемс БК». Начал профессиональную карьеру в клубе «Йёнчёпинг Сёдра».
В 2003 году перешёл в «Гётеборг», где, несмотря на молодой возраст, показывал уверенную игру в защите, стал одним из лидеров клуба и в нескольких матчах носил капитанскую повязку. В составе «Гётеборга» Свенссон стал серебряным призёром чемпионата Швеции 2005.
В мае 2006 года за 600 тысяч евро Свенссон перешёл в «Рейнджерс», в составе «Рейнджерс» выступал в Кубке УЕФА. В шотландском клубе не закрепился и уже через год был продан в «Кан» — команду-дебютант французской Лиги 1. В «Кане» он не стал основным игроком, в сезоне 2008/09 провёл 5 матчей за резервную команду клуба в любительской лиге. В январе 2009 года вернулся в «Гётеборг». В сезоне-2009 не попадал в основной состав «Гётеборга» и выходил лишь на замену.

## Карьера в сборной
Карл Свенссон играл за юниорскую (U-17) и молодёжную (U-21) сборные Швеции. Свой первый матч за национальную сборную он сыграл 18 января 2006 года против Саудовской Аравии. Был в составе сборной на чемпионате мира 2006, но на поле не вышел (он был самым молодым из шведских футболистов, заявленных на этот турнир).